# Нюнке, Маргит
Маргит Нюнке (нем. Margit Nünke) — немецкая фотомодель и актриса 1950-х и 1960-х. Мисс Германия 1955 года, Мисс Европа 1956 года.
Рекламное лицо нескольких компаний, также в 1957—1965 снялась в ряде фильмов. Советскому кинозрителю была более известна как героиня австрийской криминальной комедии «12 девушек и один мужчина» с Тони Зайлером в главной мужской роли.